# Manuel Herrera Blanco
Manuel Herrera Blanco (Talca, 23 de octubre de 1951) fue el «principal baloncestista chileno durante los años 1980» y es considerado como el mejor conductor que ha existido en Chile. Fue seleccionado nacional durante 17 años y tetracampeón de la División Mayor del Básquetbol de Chile (DIMAYOR) con el Club Deportivo Legiones Atletic desde 1983 a 1986. En la actualidad es docente en la Universidad Católica del Maule.
Conocido también como “mano bendita ", comenzó su carrera en el Club de Básquetbol «Astros de la patagonia». Durante el año 2018, recibe de manos de el presidente César Canuman el premio a la trayectoria deportiva “Sergio Livingstone”. Además, durante agosto de 2020 es nominado al salón de la fama del básquetbol chileno
Dentro de sus experiencias deportivas, se destaca haber jugado con el Team Nike durante su visita a Sudamérica. En dicha oportunidad compartió camiseta con el destacado exjugador de la National Basketball Association (NBA), Scottie Pippen
En abril de 2023, el Gimnasio Regional de Talca fue rebautizado con el nombre de Manuel Herrera Blanco, en homenaje a la trayectoria del histórico baloncestista talquino.

## Récords
Herrera posee el récord de máxima anotación en un partido con 70 puntos de la Asociación de Básquetbol de Santiago, solo superado por Randy Knowles con 106 puntos

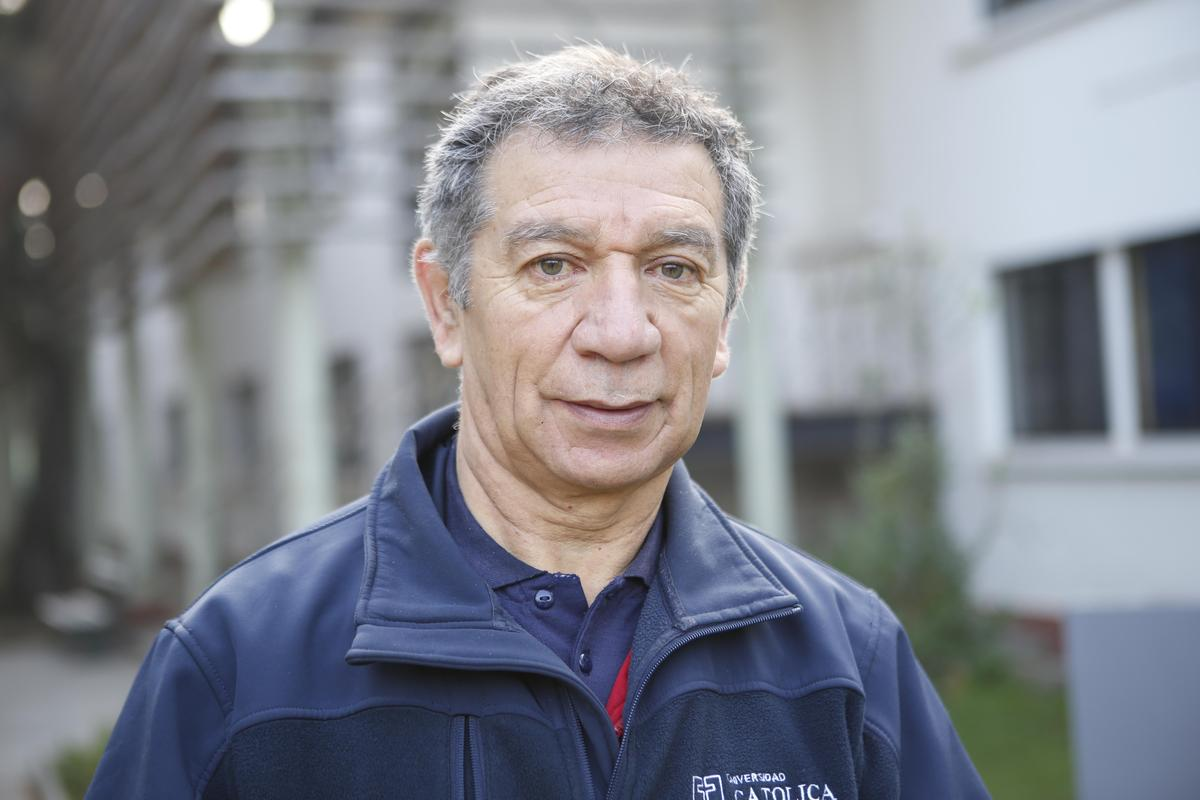
Manuel Herrera ha sido académico en diversas universidades de Chile. Además, cuenta con experiencia en acreditación y asesorías a múltiples instituciones de Educación Superior.